# Nanolitografía dip-pen
La nanolitografia dip-pen (DPN o nanolitografía por inmersión de pluma) empezó como una técnica de litografía de escaneo por sonda  donde una punta de un microscopio de fuerza atómica se transfiere de un tiolatoalcano a una superficie de oro. Esta técnica permite trazar estructuras sobre una superficie en escalas de menos de 100 nanómetros. El DPN recibe su nombre por analogía al proceso de escribir con una pluma de tinta: la punta de un microscopio de fuerza atómica actúa como la pluma, que es recubierta con un compuesto químico o mezcla (la tinta) que luego se imprime sobre una superficie (el papel).
El DPN permite una disposición de materiales a nanoescalas en superficies flexibles. Avances recientes han demostrado patrones masivamente paralelos utilizando matrices bidimensionales de 55&nbps;000 puntas. Esta tecnología se usa en la química, la ciencia de materiales y las ciencias de la vida.
La transferencia de «tinta» molecular de la cubierta de la punta de un microscopio de fuerza atómica fue reportada por primera vez por Jaschke and Butt en 1995, pero estos concluyeron erróneamente que el alcanotiol no podría ser transferido a superficies de oro para formar nanoestructuras estables. Un grupo dirigido por Chad Mirkin determinó que bajo condiciones apropiadas, las moléculas podrían ser transferidas a una variedad de superficies para crear monocapas químicamente absorbidas en un proceso de litografía de alta resolución al que ellos llamaron DPN. Mirkin y sus colaboradores mantienen las patentes de este proceso, y la técnica de modelacion se ha expandido para incluir «tintas» líquidas, gobernadas por un diferente mecanismo.